# نشان فرهنگ
نشان فرهنگ (انگلیسی: Order of Culture) یک نشان افتخار ژاپنی است که در ۱۱ فوریه ۱۹۳۷ تأسیس شد. این نشان فقط یک کلاس دارد و ممکن است به مردان و زنان برای مشارکت در هنر ژاپنی، ادبیات ژاپنی اعطا شود. علم، فناوری، یا هر چیز مرتبط با فرهنگ ژاپنی به‌طور کلی. دریافت کنندگان سفارش همچنین یک بیمه مستمری عمر مادام العمر دریافت می‌کنند. این فرمان توسط امپراتور ژاپن شخصاً در روز فرهنگ (۳ نوامبر) هر سال اعطا می‌شود.